# Rapa (Fernsehserie)
Rapa ist eine spanische Thriller-Fernsehserie, von Pepe Coira und Fran Araújo und bei der Jorge Coira für Movistar Plus+ teilweise Regie führte. Die Hauptrollen spielen Javier Cámara und Mónica López. Produziert wurde die Serie von Portocabo, einer unabhängigen Produktionsfirma. Die erste Staffel wurde am 19. Mai 2022 ausgestrahlt.
Die zweite Staffel wurde am 16. Juni 2023, die dritte und letzte Staffel am 12. September 2024 erstmals ausgestrahlt.
Die deutsche Erstausstrahlung war am 18. Dezember 2023 auf Sat.1 emotions und im Free-TV am 13. Februar 2025 auf arte.

## Handlung

### Staffel 1
Amparo Seoane, die Bürgermeisterin von Cedeira (La Coruña) und die mächtigste Frau in der Region, wird ermordet. Die Untersuchung des Verbrechens wird für Maite, eine Unteroffizierin der Guardia Civil, und für Tomás, dem einzigen Zeugen des Mordes, zu einer Obsession. Für Tomás, der Literaturlehrer an einem Gymnasium ist und der bei Amparos Beerdigung eigentlich nichts zu suchen hat, ist es wegen einer unheilbaren Erkrankung die vielleicht letzte Gelegenheit, eine Geschichte zu erleben, wie er sie gerne liest, und sie vielleicht auch erzählen zu können. Die beiden kommen sich bei den Ermittlungen, die die ganze Stadt betreffen, des Öfteren in die Quere, arbeiten jedoch später zusammen. Viele der Bewohner von Cedeira waren auf die eine oder andere Weise mit Amparo verbunden. Jeder hatte durch ihren Tod etwas zu gewinnen oder zu verlieren.

### Staffel 2
Zwei verschiedene Mordfälle werden untersucht, einen im Militärarsenal in Ferrol und einen Fall, der 20 Jahre nach der Tat untersucht wird.

### Staffel 3
Maite untersucht die Entführung der Tochter einer wohlhabenden Familie und Tomás wird versuchen, einem Freund zu helfen, der des Mordes beschuldigt wird.

## Besetzung und Synchronisation
Dialogbuch und -regie führte Susanne Boetius. Studio war Studio Hamburg Synchron GmbH in Berlin.
| Rolle                | Darsteller     | Deutscher Sprecher |
| -------------------- | -------------- | ------------------ |
| Maite Estévez        | Mónica López   | Katharina Spiering |
| Tomás Hernández      | Javier Cámara  | Rainer Fritzsche   |
| Norma Muiños Álvarez | Lucía Veiga    | Svantje Wascher    |
| Bolaño               | Adrián Ríos    | Florens Schmidt    |
| Casal                | Xavier Estévez | Thomas Schmuckert  |
| Balbina              | Berta Ojea     | Katharina Koschny  |
| Ceide                | Santi Prego    | Tim Moeseritz      |
| Amparo Seoane        | Mabel Rivera   | Silke Matthias     |
| Dubra                | Eva Fernández  | Cathlen Gawlich    |
| Eliseo               | Toni Salgado   | Ulrich Blöcher     |
| Álvaro               | Fran Paredes   | Samuel Zekarias    |

## Auszeichnungen
2022 wurde die Serie für den XXIV. Premios Iris nominiert. 2023 Gewinner beim „National TV Series Contest“ in der Kategorie „Best Drama Series“. Insgesamt erhielt Rapa 71 Nominierungen und 12 Siege.